# Oude Toren (Bergen)

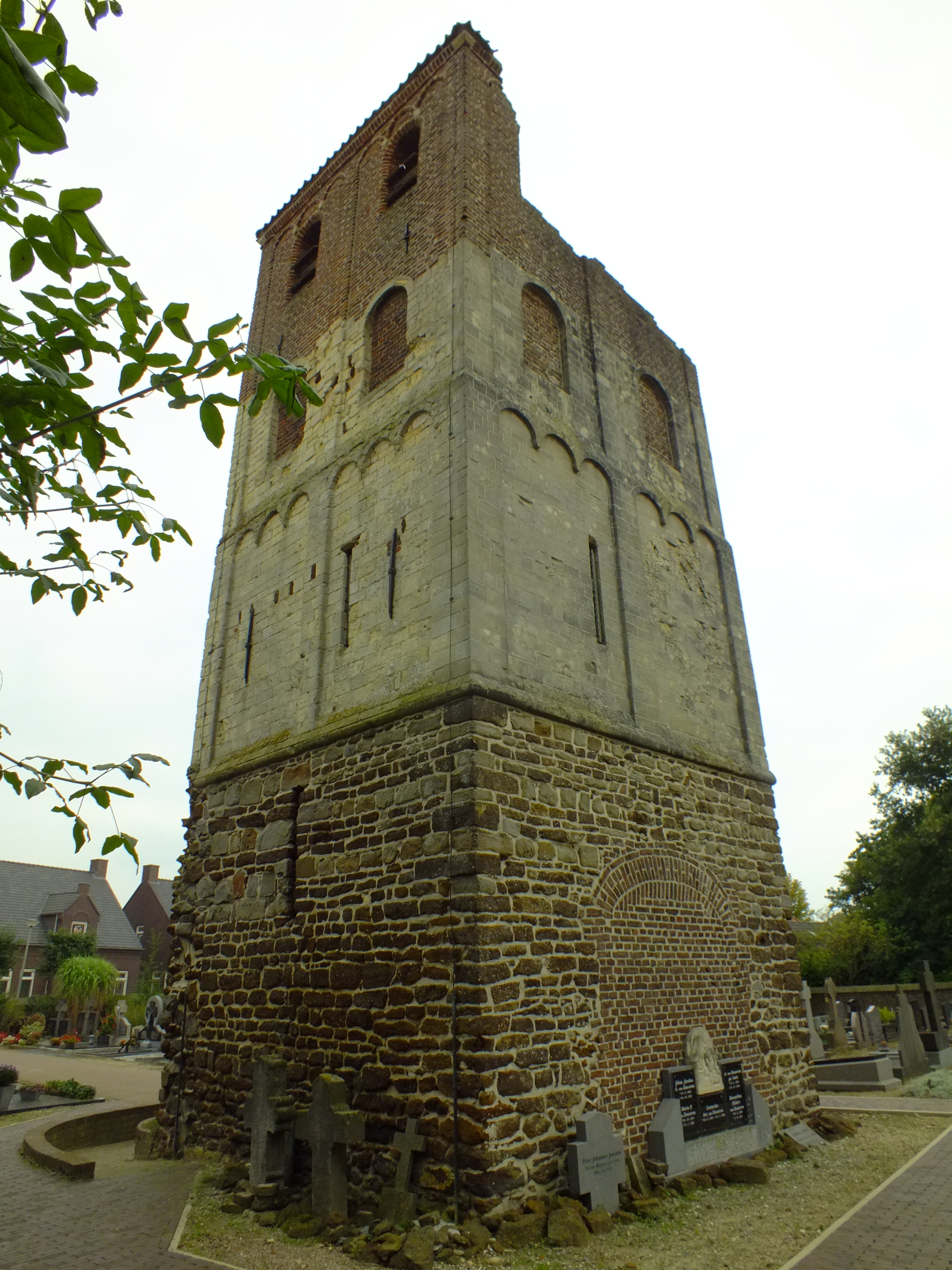
Oude Toren

De Oude Toren is de ruïne van de toren van de voormalige kerk van Bergen, gelegen aan de Oude Kerkstraat.

## Geschiedenis
De parochie van Bergen werd voor het eerst vermeld in 1230, en was toen onderhorig aan het Viktorstift te Xanten. De Oude Toren, een Romaans bouwwerk, opgetrokken in ijzersteen, stamt uit deze tijd. Vermoedelijk werd het eerste stenen kerkje omstreeks 1200 gebouwd. De bijbehorende kerk werd meermaals aangepast, zo ook in 1827, toen ze door een waterstaatskerk werd vervangen. Dit eenbeukige zaalkerkje werd in 1930 gesloopt en in 1932 kwam een nieuwe kerk gereed, ontworpen door Martinus van Beek. Deze stond echter op een andere plaats.
De toren bleef alleen op het kerkhof achter en is in 1943 nog gerestaureerd. In oktober 1944 werd hij echter verwoest door oorlogsgeweld. De oorlogsschade werd maar gedeeltelijk hersteld. Een geconserveerde torenruïne was het resultaat.
De eerste geleding van de toren bestaat uit ijzersteen, en de hogere geledingen uit mergelsteen. Tegenwoordig doet de toren dienst als urnenkapel.